# José Alarcón Herrero
José Alarcón Herrero (Jumilla, 1878 - Alicante, 11 de marzo de 1940) fue un político español. 

## Biografía
Miembro del Partido Socialista Obrero Español (PSOE), residió en Valencia donde conoció a la feminista y escritora María Cambrils, que en la década de 1910 se convirtió en su compañera. En 1933, junto con María, se trasladó a Pego (provincia de Alicante), donde debía poner en marcha la Caja de Previsión Social. En Pego fue concejal de 1933 a 1939, presidente de la agrupación socialista y dirigente de la Unión General de Trabajadores (UGT) local. Fue detenido al finalizar la Guerra Civil, juzgado en consejo de guerra sumarísimo y condenado a muerte, siendo ejecutado en marzo de 1940 en Alicante, junto al alcalde de Pego, Aquilino Barrachina y otros militantes socialistas.